# 해럴드 알렌
해럴드 알렌(영어: Harold Arlen, 1905년 1월 15일~1986년 4월 23일)은 500곡 이상의 곡을 작곡한 미국의 대중음악 작곡가이다. 〈Over the Rainbow〉(작사: 입 하버그)를 포함한 1939년 영화 《오즈의 마법사》의 작곡 외에도, 알렌은 그레이트 아메리칸 송북의 높이 평가되는 기여자이다. 〈Over the Rainbow〉는 미국 음반 산업 협회(RIAA)와 국립 예술 기금(NEA)에 의해 20세기 최고의 노래로 선정되었다.

## 생애 및 경력
알렌은 뉴욕주 버펄로에서 유대인 선창자의 아들로 태어났다. 그의 쌍둥이 형제는 다음날 죽었다. 그는 젊었을 때 피아노를 배웠고, 젊은 시절에 밴드를 결성했다. 그는 20대 초반에 뉴욕으로 이주하기 전에 피아니스트와 가수로서 지역적인 성공을 거두었고, 그는 보드빌에서 반주자로 일했고, 그의 이름을 해럴드 알렌으로 바꿨다. 1926년과 1934년 사이에 알렌은 종종 밴드 보컬리스트로서 버팔로디언스, 레드 니콜스, 조 베누티, 레오 리스만, 그리고 에디 듀친의 음반에 참여했다.

## 결혼 및 사망
알렌과 아냐 타란다는 1937년 1월 6일 부모님의 반대로 결혼했다. 왜냐하면 그녀는 이방인이고 그는 유대인이었기 때문이다. 1951년, 아냐는 7년 동안 시설에 수용되었고 1970년 뇌종양으로 사망했다. 알렌은 재혼을 하지 않았고 1986년 4월 23일 그의 맨해튼 아파트에서 81세의 나이로 암으로 사망했다. 알렌은 뉴욕 하츠데일의 펀클리프 묘지에 있는 그의 아내 옆에 묻혔다. 알렌의 죽음 후, 어빙 벌린은 헌사에서 그의 삶을 요약하면서 "그는 우리 중 일부만큼 잘 알려지지 않았지만, 그는 우리 대부분보다 더 나은 작곡가였고 우리 모두에게 그리울 것이다"라고 말했다.
그가 죽기 직전에, 알렌은 그의 형제 줄리어스 "제리" 아러크의 22살 된 성인 아들을 입양했고, 그래서 그의 재산은 그의 저작권을 확장하기 위해 상속인을 갖게 되었다. 새뮤얼 알렌은 알렌 카탈로그에 대한 권한을 소유한 회사를 운영한다.

## 주요 노래
- 〈Over the Rainbow〉